# Бібліографічний покажчик
Бібліографі́чний пока́жчик — загальний термін для позначення декількох видів бібліографічних посібників (див.: Бібліографія), тобто списків опублікованих документів (книг, газетних і журнальних статей тощо), об'єднаних якою-небудь ознакою і забезпечених допоміжними індексами, що полегшують пошук і груповання матеріалів.

## Типи покажчиків
Найбільш часто бувають бібліографічні покажчики, засновані на тематичній єдності документів (Автоматизація технологічних процесів у машинобудуванні: Бібліографічний покажчик літератури / АН УРСР; Львівська б-ка. — Львів, 1959. — 192 с.), об'єднані ім'ям історичної особи (Іван Пулюй: життя в ім'я науки та України: бібліограф. покажч. Тернопіль, 2010. — 84 с.), територіально, за спільним видавництвом або періодичним виданням (Анотований покажчик публікацій журналу «Архіви України» За 1988—1995 рр.. — К., 1997. — 150с.), або хронологічно (Комаров М. Бібліографічний покажчик нової української літератури (1798—1883 р.) / Зібрав [та авт. передм.] М. Комаров. — Київ: Тип. Г. Т. Корчак-Новицкого, 1883. — 74 с., або Бойко І. З. Українські літературні альманахи і збірники XIX — початку XX ст.. — Київ : Наукова думка, 1967. — 370 с.). Зустрічаються й інші способи відбору та об'єднання документів, які входять в бібліографічні покажчики.
За своїм призначенням бібліографічні покажчики поділяються на рекомендаційні (не претендують на повноту і адресовані широкому колу читачів) та наукові, які прагнуть до вичерпного огляду документів щодо заявленої теми і призначені для спеціалістів.
За хронологічними рамками описуваних матеріалів бібліографічні покажчики діляться на ретроспективні та поточні (напр. «Нові видання України: Видавничий бібліографічний покажчик книг і брошур»).

## Структура покажчика
Заголовок бібліографічного покажчика з вичерпною повнотою описує тему експонованих документів та окреслює їх хронологічні межі. У передмові пояснюються евристичні принципи видання та принципи угруповання документів, що входять до його складу. Загальною вимогою для наукових бібліографічних покажчиків є знайомство укладачів з документами de visu (у бібліографічних покажчиках, музейних каталогах тощо означає, що описувані об'єкти розглянуті упорядником особисто), відступи від цього принципу повинні бути обумовлені. Далі слідує упорядкована множина бібліографічних записів, згрупованих за принципами, що максимально полегшує дослідникам пошук і роботу з бібліографічним покажчиком. Зазвичай документи групуються за тематичним або хронологічним принципом, але зустрічаються й інші рішення. В кінці бібліографічного покажчика зазвичай поміщають допоміжні покажчики, такі як: іменний, топографічний, тематичний та ін.

## Етапи підготовки бібліографічного покажчика
1. Вибір актуальної тематики, яка потребує бібліографування, що може бути зумовлене відсутністю такої праці або наявності попиту на нове підсумування. На цьому етапі бібліограф формує відповіді (та зазначає у передмові) на такі питання: тема, призначення майбутньої бібліографії, джерела.
2. Вибір матеріалу за тематичними, формальними, кількісними та якісними критеріями.
3. Вибір наукового редактора, з яким узгоджується тема, структура, який здійснює наукову редакцію, консультує з різних питань у процесі підготовки посібника.
4. Визначення структури посібника: на які розділи буде поділятися основний текст, яким буде апарат видання.
5. Укладання первинного запису. До первинного запису висуваються такі вимоги: він має бути чітким, охайним, повним, методичним, точним, вмотивованим.
6. Складання основного тексту покажчика відповідно до структури та принципів систематизації. Після написання самого тексту формуються елементи апарату інформаційного видання: передмова, вступна стаття, керування щодо користування, схема класифікацій, система посилань, список використаних джерел, список скорочень, допоміжний покажчик, зміст, вихідні відомості, додаткові відомості.